# 裸頸鸛
裸頸鸛（学名：Jabiru mycteria）是分佈在由墨西哥至阿根廷，除了安地斯山脈以西的一種大型鸛。牠們在巴西的潘塔納爾濕地及巴拉圭的大廈谷最為普遍。
在巴西發現的更新世末期化石，命名為Prociconia，可能其實就是裸頸鸛的一種。另外，在委內瑞拉烏魯馬科發現了上新世的裸頸鸛化石，但仍未描述。

## 特徵

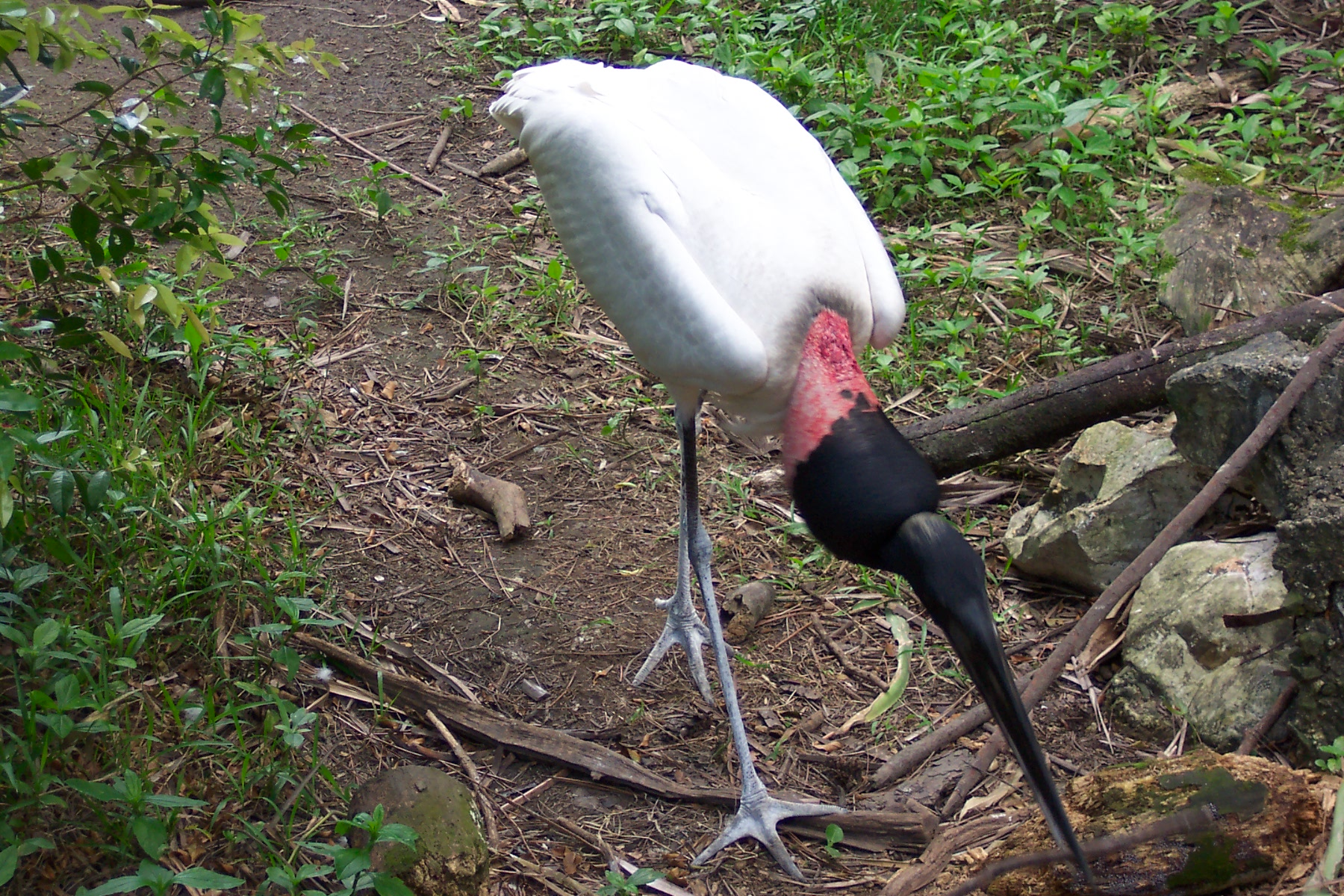
裸頸鸛的紅色頸部。

裸頸鸛是在南美洲及中美洲最高的飛行鳥類，與不能飛的美洲鴕鳥差不多一樣高。成年裸頸鸛一般長1.22-1.4米，翼展2.3-2.8米，重達8公斤。雄鳥及雌鳥很像，但雄鳥較大，高達1.5米。牠們的喙長達30厘米，呈黑色及很闊，稍為向上彎曲，尖端鋒利。羽毛差不多全白，但頭部及上頸部都沒有羽毛，且是黑色的，下頸可以伸縮及呈紅色。雖然牠們樣子難看，但其實是很有力及很優雅的鳥類。

## 習性
裸頸鸛群居在河邊及湖邊，吃大量魚類、軟體動物及兩棲類。牠們有時也會吃爬行動物及細小的哺乳動物。牠們甚至會吃腐屍及死魚，可以幫助維繫水質。

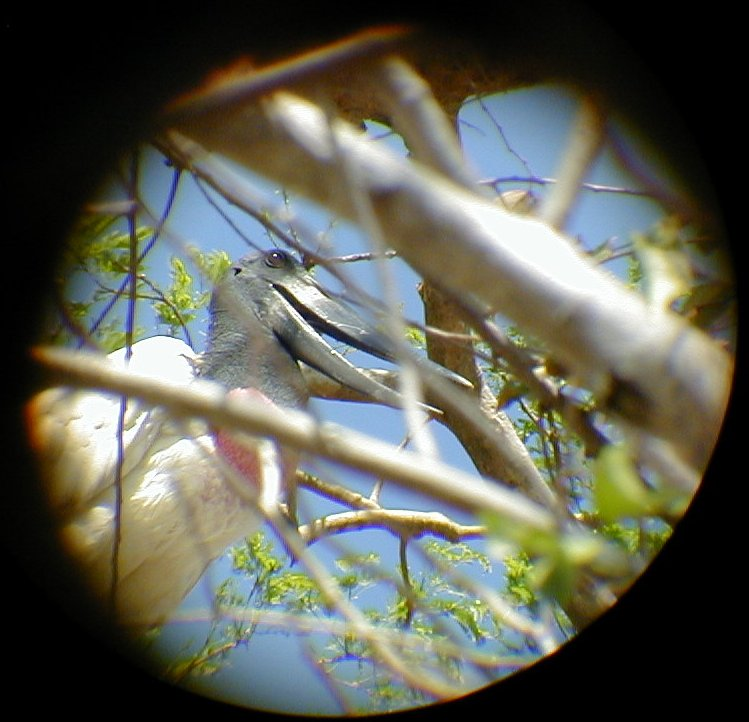
站在巢上的裸頸鸛。

裸頸鸛的巢是由雙親於8-9月在高樹上築的，每一個繁殖季節就會擴大至幾平方米直徑。牠們的巢會築在一起，甚至築在鷺科的巢附近。雙親會輪流孵蛋，每胎會產約2-5顆蛋。

## 图集

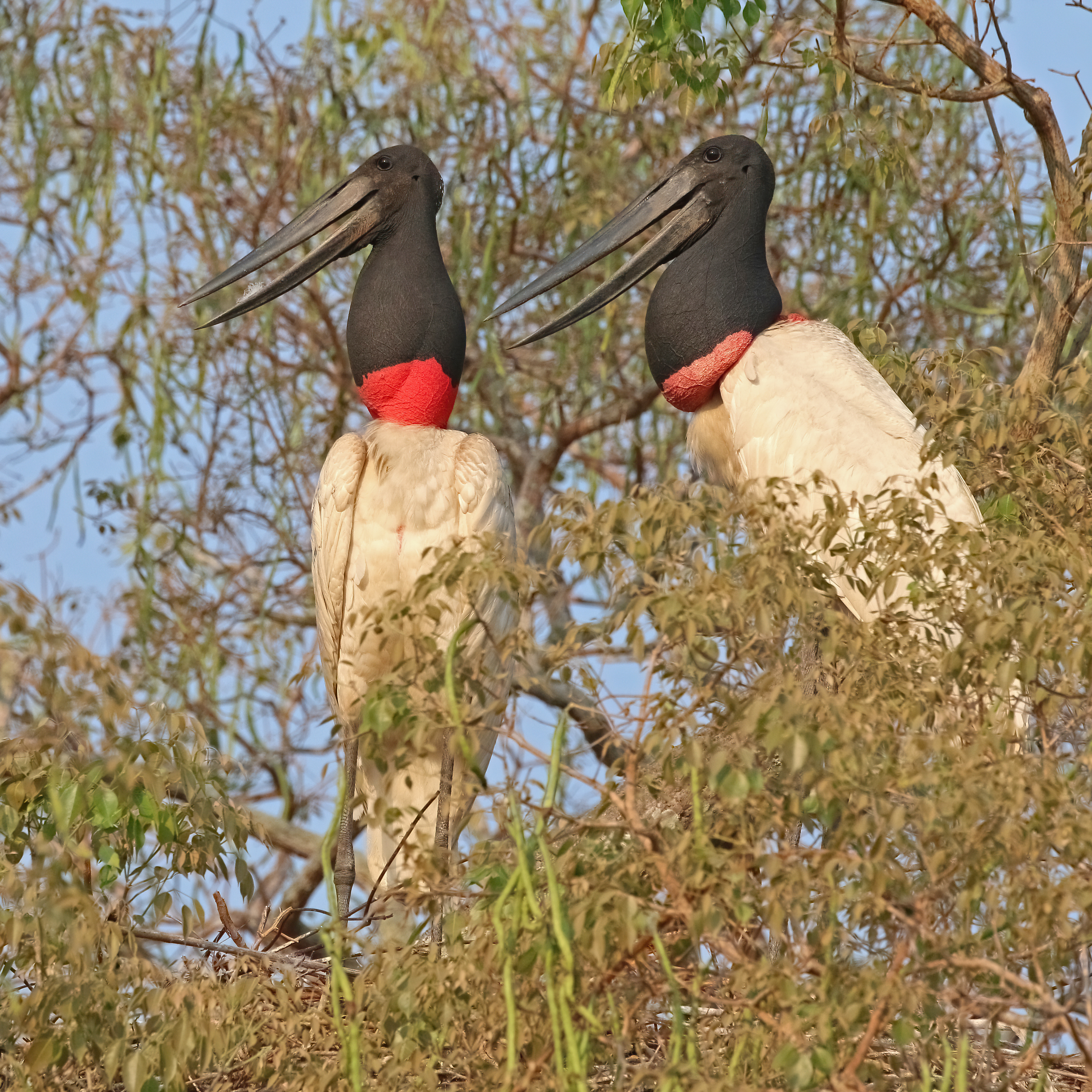
巴西潘塔納爾濕地
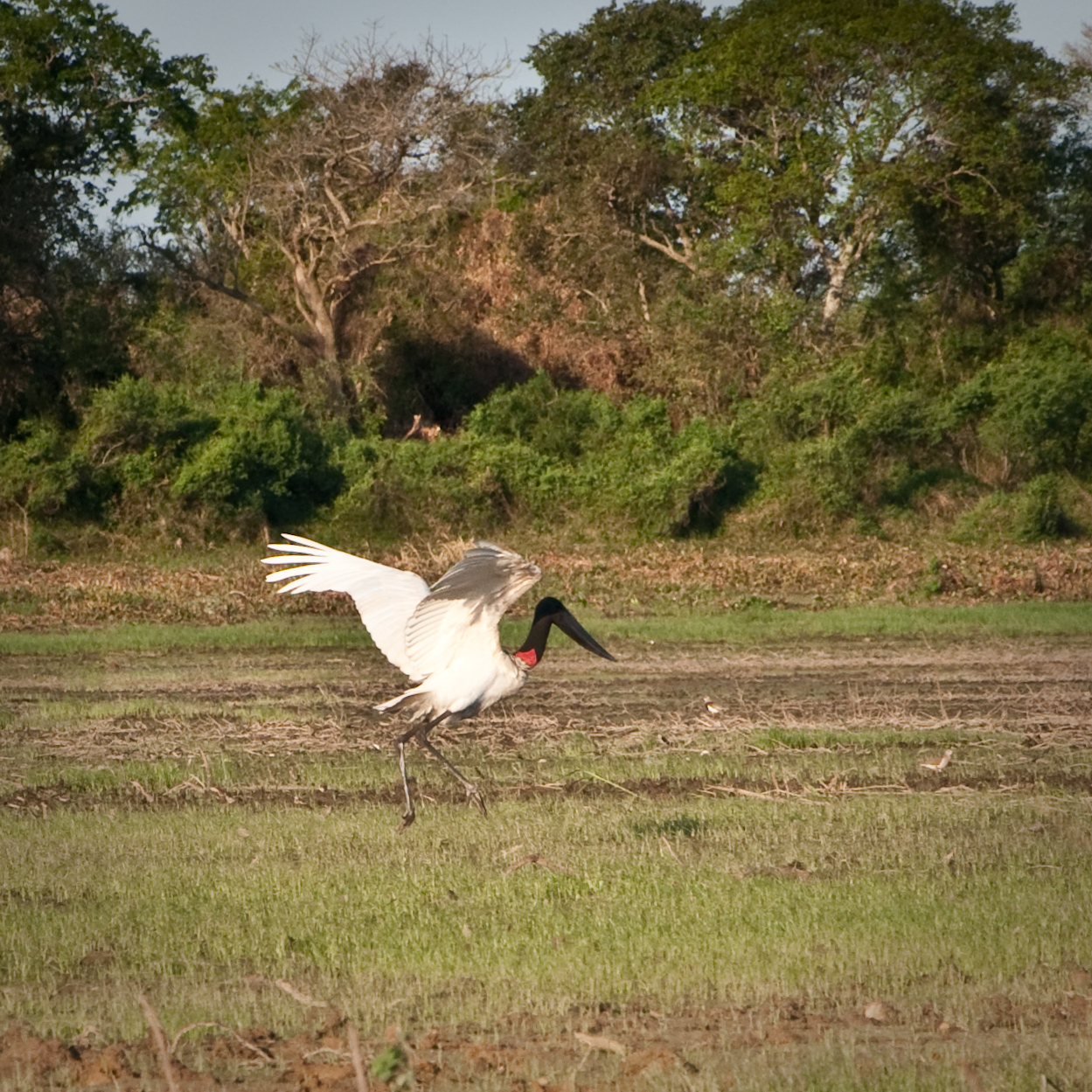
阿根廷福莫萨
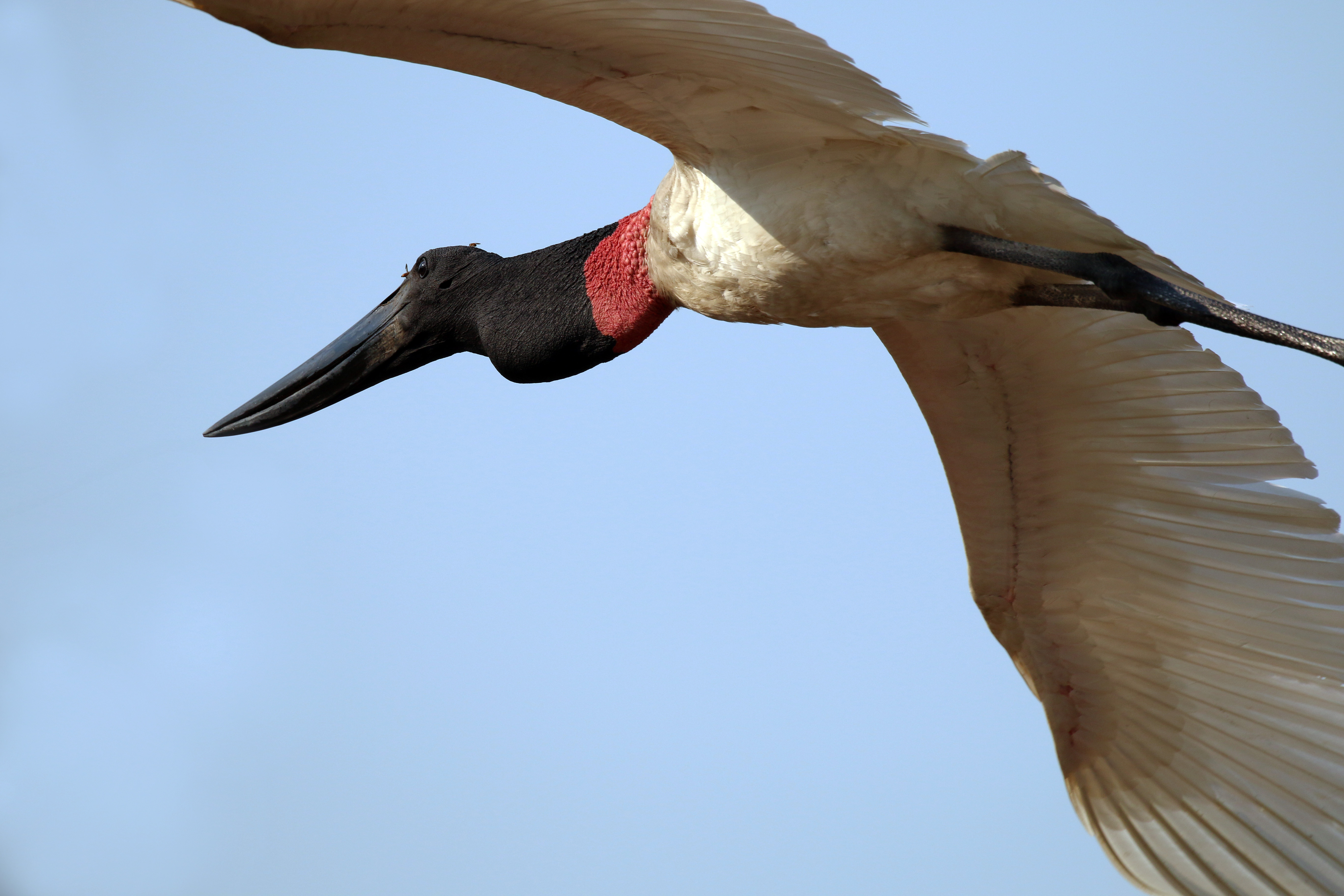
巴西潘塔納爾濕地

## 外部連結
- .  15 (第11版). London. 1911.
- Internet Bird Collection
- Mangoverde.com（页面存档备份，存于）
- Saúde Animal
- 裸頸鸛的郵票（页面存档备份，存于）
- 裸頸鸛的相片（页面存档备份，存于）
- borderland-tours